# Kyra Condie
Kyra Condie, née le 5 juin 1996 à Saint Paul, est une grimpeuse américaine.

## Biographie
Elle remporte la médaille d'or en combiné aux Championnats panaméricains d'escalade 2018 à Guayaquil.

## Palmarès

### Championnats panaméricains
- 2018 à Guayaquil,  Équateur
  -  Médaille d'or en combiné